# Callicrania monticola
Callicrania monticola är en insektsart som först beskrevs av Jean Guillaume Audinet Serville 1838.  Callicrania monticola ingår i släktet Callicrania och familjen vårtbitare. Inga underarter finns listade i Catalogue of Life.